# فهرست قسمت‌های فرزندان آشوب
فرزندان آشوب نام یک سریال تلویزیونی آمریکایی به سازندگی کورت ساتر می باشد که سال ۲۰۰۸ از شبکه اف‌ایکس به روی آنتن رفت. این سریال پس از ۹۲ قسمت در سال ۲۰۱۴ به پایان رسید.

## نگاه کلی
| فصل | قسمت‌ها | قسمت‌ها | تاریخ اصلی روی آنتن رفتن | تاریخ اصلی روی آنتن رفتن | بینندگان (میلیون) |
| فصل | قسمت‌ها | قسمت‌ها | اولین بار                | آخرین بار                | بینندگان (میلیون) |
| --- | ------ | ------ | ------------------------ | ------------------------ | ----------------- |
| ۱   | ۱۳     | ۱۳     | ۳ سپتامبر ۲۰۰۸           | ۲۶ نوامبر ۲۰۰۸           | ۲.۲۱              |
| ۲   | ۱۳     | ۱۳     | ۸ سپتامبر ۲۰۰۹           | ۱ دسامبر ۲۰۰۹            | ۳.۶۷              |
| ۳   | ۱۳     | ۱۳     | ۷ سپتامبر ۲۰۱۰           | ۳۰ نوامبر ۲۰۱۰           | ۳.۲۲              |
| ۴   | ۱۴     | ۱۴     | ۶ سپتامبر ۲۰۱۱           | ۶ دسامبر ۲۰۱۱            | ۵.۴۵              |
| ۵   | ۱۳     | ۱۳     | ۱۱ سپتامبر ۲۰۱۲          | ۴ دسامبر ۲۰۱۲            | ۴.۳۷              |
| ۶   | ۱۳     | ۱۳     | ۱۰ سپتامبر ۲۰۱۳          | ۱۰ دسامبر ۲۰۱۳           | ۷.۴۸              |
| ۷   | ۱۳     | ۱۳     | ۹ سپتامبر ۲۰۱۴           | ۹ دسامبر ۲۰۱۴            | ۴.۶۰              |

## فصل یکم
| شم. کلی | شم. در فصل | عنوان              | کارگردان               | نویسنده                 | تاریخ انتشار اصلی | کد تولید | آمریکا تعداد بیننده (میلیون) |
| ------- | ---------- | ------------------ | ---------------------- | ----------------------- | ----------------- | -------- | ---------------------------- |
| ۱       | ۱          | «آزمایشی»          | آلن کولتر و مایکل دینر | کورت ساتر               | ۳ سپتامبر ۲۰۰۸    | 1WAB79   | ۲.۵۳                         |
| ۲       | ۲          | «اولاد»            | چارلز هاید             | کورت ساتر               | ۱۰ سپتامبر ۲۰۰۸   | 1WAB01   | ۲.۲۰                         |
| ۳       | ۳          | «خوشی آباد»        | استیون کی              | کورت ساتر               | ۱۷ سپتامبر ۲۰۰۸   | 1WAB02   | ۲.۱۰                         |
| ۴       | ۴          | «ادغام»            | پاریس بارکلی           | جیمز دی. پاریوت         | ۲۴ سپتامبر ۲۰۰۸   | 1WAB03   | ۲.۲۵                         |
| ۵       | ۵          | «یاری رساندن»      | تیم هانتر              | جک لو گایدیس            | ۱ اکتبر ۲۰۰۸      | 1WAB04   | ۲.۱۹                         |
| ۶       | ۶          | «کلاشینکوف»        | سیث مان                | نیکول بیتی              | ۸ اکتبر ۲۰۰۸      | 1WAB05   | ۲.۰۹                         |
| ۷       | ۷          | «استخوان‌های قدیمی» | گویینیث هوردر-پایتون   | دیو اریکسون             | ۱۵ اکتبر ۲۰۰۸     | 1WAB06   | ۱.۸۷                         |
| ۸       | ۸          | «کشیدن»            | گای فرلاند             | کورت سادر و جک لوگایدیس | ۲۲ اکتبر ۲۰۰۸     | 1WAB07   | ۲.۱۴                         |
| ۹       | ۹          | «دنبال شده جهنم»   | بیلی گیرهارت           | برت کونراد              | ۲۹ اکتبر ۲۰۰۸     | 1WAB08   | ۲.۰۶                         |
| ۱۰      | ۱۰         | «نیمه بهتر»        | ماریو فن پیبلز         | پت چارلز                | ۵ نوامبر ۲۰۰۸     | 1WAB09   | ۲.۱۴                         |
| ۱۱      | ۱          | «کاپی‌بارا»         | استفن کی               | کورت ساتر و دیو اریکسون | ۱۲ نوامبر ۲۰۰۸    | 1WAB10   | ۲.۲۲                         |
| ۱۲      | ۱۲         | «خواب نوزادان»     | ترنس اوهارا            | کورت ساتر               | ۱۹ نوامبر ۲۰۰۸    | 1WAB11   | ۲.۴۶                         |
| ۱۳      | ۱۳         | «سروش»             | کورت ساتر              | کورت ساتر               | ۲۶ نوامبر ۲۰۰۸    | 1WAB12   | ۲.۴۸                         |

## فصل دوم
| شم. کلی | شم. در فصل | عنوان        | کارگردان             | نویسنده                                           | تاریخ انتشار اصلی | کد تولید | آمریکا تعداد بیننده (میلیون) |
| ------- | ---------- | ------------ | -------------------- | ------------------------------------------------- | ----------------- | -------- | ---------------------------- |
| ۱۴      | ۱          | «ادغام»      | گای فرلاند           | کورت ساتر                                         | ۸ سپتامبر ۲۰۰۹    | 2WAB01   | ۴.۲۹                         |
| ۱۵      | ۲          | «اشک‌های ریز» | استفان کی            | جک لوگایدیس                                       | ۱۵ سپتامبر ۲۰۰۹   | 2WAB02   | ۳.۷۱                         |
| ۱۶      | ۳          | «تعمیر»      | گویینیث هوردر-پایتون | دیوید اریکسون                                     | ۲۲ سپتامبر ۲۰۰۹   | 2WAB03   | ۳.۴۹                         |
| ۱۷      | ۴          | «یافتم!»     | گای فرلاند           | کورت ساتر و برت کونراد                            | ۲۹ سپتامبر ۲۰۰۹   | 2WAB04   | ۳.۷۶                         |
| ۱۸      | ۵          | «کوبش»       | ترنس اوهارا          | کریس کولینز                                       | ۶ اکتبر ۲۰۰۹      | 2WAB05   | ۳.۶۶                         |
| ۱۹      | ۶          | «چین‌خوردگی»  | بیلی گیرهارت         | رجینا کورادو                                      | ۱۳ اکتبر ۲۰۰۹     | 2WAB06   | ۳.۳۱                         |
| ۲۰      | ۷          | «جلعاد»      | گویینیث هوردر-پایتون | کورت ساتر و کریس کولینز                           | ۲۰ اکتبر ۲۰۰۹     | 2WAB07   | ۳.۷۰                         |
| ۲۱      | ۸          | «جشنواره»    | پل مایبوآم           | کورت ساتر و میشا گرین                             | ۲۷ اکتبر ۲۰۰۹     | 2WAB08   | ۳.۳۹                         |
| ۲۲      | ۹          | «فا گوآن»    | استفان کی            | برت کونراد و لیز سیگال                            | ۳ نوامبر ۲۰۰۹     | 2WAB09   | ۳.۵۲                         |
| ۲۳      | ۱۰         | «بلسان»      | پاریس بارکلی         | دیو اریکسون و استیو لانگ                          | ۱۰ نوامبر ۲۰۰۹    | 2WAB10   | ۳.۳۸                         |
| ۲۴      | ۱۱         | «سرویس»      | فیل آبراهام          | بردی داهل و کوری اوچیدا و کورت ساتر و جک لوگابدیس | ۱۷ نوامبر ۲۰۰۹    | 2WAB11   | ۳.۳۸                         |
| ۲۵      | ۱۲         | «جدا کردن»   | گویینیث هوردر-پایتون | کورت ساتر و دیو اریکسون                           | ۲۴ نوامبر ۲۰۰۹    | 2WAB12   | ۳.۴۴                         |
| ۲۶      | ۱۳         | «مشکلات»     | کورت ساتر            | کورت ساتر                                         | ۱ دسامبر ۲۰۰۹     | 2WAB13   | ۴.۳۳                         |

## فصل سوم
| شم. کلی | شم. در فصل | عنوان             | کارگردان             | نویسنده                                | تاریخ انتشار اصلی | کد تولید | آمریکا تعداد بیننده (میلیون) |
| ------- | ---------- | ----------------- | -------------------- | -------------------------------------- | ----------------- | -------- | ---------------------------- |
| ۲۷      | ۱          | «فا»              | استفان کی            | کورت ساتر                              | ۷ سپتامبر ۲۰۱۰    | 3WAB01   | ۴.۱۳                         |
| ۲۸      | ۲          | «چرب»             | گویینیث هوردر-پایتون | کورت ساتر و دیو اریکسون                | ۱۴ سپتامبر ۲۰۱۰   | 3WAB02   | ۳.۳۷                         |
| ۲۹      | ۳          | «مراقب»           | بیلی گیرهارت         | کریس کولینز و رجینا کورادو             | ۲۱ سپتامبر ۲۰۱۰   | 3WAB03   | ۳.۴۸                         |
| ۳۰      | ۴          | «خانه»            | گای فرلاند           | کورت ساتر و لیز سیگال                  | ۲۸ سپتامبر ۲۰۱۰   | 3WAB04   | ۲.۹۸                         |
| ۳۱      | ۵          | «چرخیدن و چرخیدن» | گویینیث هوردر-پایتون | دیو اریکسون و مارکو رامیرز             | ۵ اکتبر ۲۰۱۰      | 3WAB05   | ۳.۱۲                         |
| ۳۲      | ۶          | «هل دادن»         | استفان کی            | کریس کولینز و جولی بوش                 | ۱۲ اکتبر ۲۰۱۰     | 3WAB06   | ۲.۸۵                         |
| ۳۳      | ۷          | «حلقه پهن شونده»  | بیلی گیرهارت         | کورت ساتر و رجینا کورادو               | ۱۹ اکتبر ۲۰۱۰     | 3WAB07   | ۲.۵۹                         |
| ۳۴      | ۸          | «دریاچه»          | گای فرلاند           | دیو اریکسون و لیز سیگال و کورت ساتر    | ۲۶ اکتبر ۲۰۱۰     | 3WAB08   | ۲.۶۷                         |
| ۳۵      | ۹          | «زیارت»           | استفان کی            | کورت ساتر و بردی داهل و کریس کولینز    | ۲ نوامبر ۲۰۱۰     | 3WAB09   | ۳.۳۵                         |
| ۳۶      | ۱۰         | «عدل و داد»       | گویینیث هوردر-پایتون | کورت ساتر و وان ویلموت                 | ۹ نوامبر ۲۰۱۰     | 3WAB10   | ۳.۱۸                         |
| ۳۷      | ۱۱         | «شیر گوسفند»      | آدام آرکین           | دیو اریکسون و رجینا کورادو و کورت ساتر | ۱۶ نوامبر ۲۰۱۰    | 3WAB11   | ۳.۴۰                         |
| ۳۸      | ۱۲         | «عروسی ژوئن»      | فیل آبراهام          | کورت ساتر و کریس کولینز                | ۲۳ نوامبر ۲۰۱۰    | 3WAB12   | ۳.۲۷                         |
| ۳۹      | ۱۳         | «ان.اس»           | کورت ساتر            | کورت ساتر و دیو اریکسون                | ۳۰ نوامبر ۲۰۱۰    | 3WAB13   | ۳.۵۹                         |

## فصل چهارم
| شم. کلی | شم. در فصل | عنوان               | کارگردان             | نویسنده                                | تاریخ انتشار اصلی            | کد تولید      | آمریکا تعداد بیننده (میلیون) |
| ------- | ---------- | ------------------- | -------------------- | -------------------------------------- | ---------------------------- | ------------- | ---------------------------- |
| ۴۰      | ۱          | «بیرون»             | پاریس بارکلی         | کورت ساتر                              | ۶ سپتامبر ۲۰۱۱               | 4WAB01        | ۴.۹۳                         |
| ۴۱      | ۲          | «پشتیبان»           | گای فرلاند           | دیو اریکسون و کریس کولینز              | ۱۳ سپتامبر ۲۰۱۱              | 4WAB02        | ۳.۷۱                         |
| ۴۲      | ۳          | «مورچه راننده»      | پیتر ولر             | رجینا کورادو و لیز سیگال               | ۲۰ سپتامبر ۲۰۱۱              | 4WAB03        | ۳.۴۲                         |
| ۴۳      | ۴          | «فروش»              | بیلی گیرهارت         | کورت ساتر و مارکو رامیرز               | ۲۷ سپتامبر ۲۰۱۱              | 4WAB04        | ۳.۲۸                         |
| ۴۴      | ۵          | «آجر»               | پاریس بارکلی         | دیو اریکسون و بردی داهل                | ۴ اکتبر ۲۰۱۱                 | 4WAB05        | ۳.۵۱                         |
| ۴۵      | ۶          | «با یک ایکس»        | گای فرلاند           | کریس کولینز و رجینا کورادو             | ۱۱ اکتبر ۲۰۱۱                | 4WAB06        | ۳.۵۶                         |
| ۴۶      | ۷          | «میوه برای کلاغ‌ها»  | گویینیث هوردر-پایتون | کورت ساتر و لیز سیگال                  | ۱۸ اکتبر ۲۰۱۱                | 4WAB07        | ۳.۶۵                         |
| ۴۷      | ۸          | «دستورپخت خانوادگی» | پل مایبوام           | دیو اریکسون و بردی داهل                | ۲۵ اکتبر ۲۰۱۱                | 4WAB08        | ۳.۸۲                         |
| ۴۸      | ۹          | «بوسه»              | بیلی گیرهارت         | رجینا کورادو و مارکو رامیرز            | ۱ نوامبر ۲۰۱۱                | 4WAB09        | ۳.۶۳                         |
| ۴۹      | ۱۰         | «دستان»             | پیتر واکر            | کریس کولنز و دیوید لابراوا و کورت ساتر | ۸ نوامبر ۲۰۱۱                | 4WAB10        | ۳.۹۳                         |
| ۵۰      | ۱۱         | «ندای وظیفه»        | گویینیث هوردر-پایتون | لیز سیگال و گلیدیس رودریگز             | ۱۵ نوامبر ۲۰۱۱               | 4WAB11        | ۴.۲۳                         |
| ۵۱      | ۱۲         | «سوخته و پاک شده»   | پاریس بارکلی         | کورت ساتر و دیو اریکسون                | ۲۲ نوامبر ۲۰۱۱               | 4WAB12        | ۳.۸۵                         |
| ۵۲۵۳    | ۱۳۱۴       | «بودن»              | کورت ساتر            | کورت ساتر و کریس کولینز                | ۲۹ نوامبر ۲۰۱۱ ۶ دسامبر ۲۰۱۱ | 4WAB13 4WAB14 | ۴.۴۲ (بخش ۱) ۴.۲۴ (بخش ۲)    |

## فصل پنجم
| شم. کلی | شم. در فصل | عنوان                    | کارگردان             | نویسنده                              | تاریخ انتشار اصلی | کد تولید | آمریکا تعداد بیننده (میلیون) |
| ------- | ---------- | ------------------------ | -------------------- | ------------------------------------ | ----------------- | -------- | ---------------------------- |
| ۵۴      | ۱          | «شهریار»                 | پاریس بارکلی         | کورت ساتر                            | ۱۱ سپتامبر ۲۰۱۲   | 5WAB01   | ۵.۳۷                         |
| ۵۵      | ۲          | «اختیاردار»              | پیتر ولر             | رجینا کورادو                         | ۱۸ سپتامبر ۲۰۱۲   | 5WAB02   | ۴.۱۷                         |
| ۵۶      | ۳          | «لوله‌گذاری»              | آدام آرکین           | کم نان و لیز سیگال و کورت ساتر       | ۲۵ سپتامبر ۲۰۱۲   | 5WAB03   | ۳.۸۰                         |
| ۵۷      | ۴          | «دزدی حساس»              | پاریس بارکلی         | کریس کولینز                          | ۲ اکتبر ۲۰۱۲      | 5WAB04   | ۴.۶۰                         |
| ۵۸      | ۵          | «اورکا شانه بالا انداخت» | گویینیث هوردر-پایتون | رجینا کورادو و کورت ساتر             | ۹ اکتبر ۲۰۱۲      | 5WAB05   | ۴.۳۴                         |
| ۵۹      | ۶          | «جهان کوچک»              | آدام آرکین           | روبرتو پاتینو                        | ۱۶ اکتبر ۲۰۱۲     | 5WAB06   | ۴.۰۳                         |
| ۶۰      | ۷          | «سواری خشن تود»          | پیتر ولر             | کورت ساتر و کریس کالینز              | ۲۳ اکتبر ۲۰۱۲     | 5WAB07   | ۴.۳۰                         |
| ۶۱      | ۸          | «ریشه‌کنی»                | کارن گاویولا         | مایک دنیلز                           | ۳۰ اکتبر ۲۰۱۲     | 5WAB08   | ۴.۵۸                         |
| ۶۲      | ۹          | «آنداره پسکاره»          | بیلی گیرهارت         | لیز سیگال و کورت ساتر                | ۶ نوامبر ۲۰۱۲     | 5WAB09   | ۳.۹۶                         |
| ۶۳      | ۱۰         | «مصلوب»                  | گای فرلاند           | کم نان                               | ۱۳ نوامبر ۲۰۱۲    | 5WAB10   | ۴.۵۸                         |
| ۶۴      | ۱۱         | «با خود روراست بودن»     | پاریس بارکلی         | مایک دنیلز و جان بارچسکی و کورت ساتر | ۲۰ نوامبر ۲۰۱۲    | 5WAB11   | ۴.۲۳                         |
| ۶۵      | ۱۲         | «دارتی»                  | پیتر ولر             | کریس کولینز و کورت ساتر              | ۲۷ نوامبر ۲۰۱۲    | 5WAB12   | ۴.۲۵                         |
| ۶۶      | ۱۳         | «به دست آوردم»           | کورت ساتر            | کورت ساتر و کریس کالینز              | ۴ دسامبر ۲۰۱۲     | 5WAB13   | ۴.۶۶                         |

## فصل ششم
| شم. کلی | شم. در فصل | عنوان           | کارگردان             | نویسنده                                 | تاریخ انتشار اصلی | کد تولید | آمریکا تعداد بیننده (میلیون) |
| ------- | ---------- | --------------- | -------------------- | --------------------------------------- | ----------------- | -------- | ---------------------------- |
| ۶۷      | ۱          | «کاه»           | پاریس بارکلی         | کورت ساتر                               | ۱۰ سپتامبر ۲۰۱۳   | 6WAB01   | ۵.۸۷                         |
| ۶۸      | ۲          | «یک یک شش»      | پتر ولر              | کریس کالینز و آدریا لنگ                 | ۱۷ سپتامبر ۲۰۱۳   | 6WAB02   | ۴.۶۳                         |
| ۶۹      | ۳          | «تغییر اندیشه»  | گای فرلاند           | چارلز مورای و کورت ساتر                 | ۲۴ سپتامبر ۲۰۱۳   | 6WAB03   | ۴.۴۸                         |
| ۷۰      | ۴          | «وولفس‌انجل»     | بیلی گیرهارت         | کورت ساتر و کم نان                      | ۱ اکتبر ۲۰۱۳      | 6WAB04   | ۴.۵۹                         |
| ۷۱      | ۵          | «پادشاه دیوانه» | گویینیث هوردر-پایتون | کریس کالینز و روبرتو پاتینو و کورت ساتر | ۸ اکتبر ۲۰۱۳      | 6WAB05   | ۴.۴۶                         |
| ۷۲      | ۲          | «رهایش»         | آدام آرکین           | مایک دنیلز و کورت ساتر                  | ۱۵ اکتبر ۲۰۱۳     | 6WAB06   | ۴.۳۵                         |
| ۷۳      | ۳          | «شیرین و ساده»  | پاریس بارکلی         | کورت ساتر و آدریا لنگ                   | ۲۲ اکتبر ۲۰۱۳     | 6WAB07   | ۴.۳۸                         |
| ۷۴      | ۸          | «لو فنتسماس»    | پتر ولر              | روبرتو پاتینو و کورت ساتر               | ۲۹ اکتبر ۲۰۱۳     | 6WAB08   | ۴.۲۰                         |
| ۷۵      | ۹          | «جان ۸:۳۲»      | گای فرلاند           | کم نان و کورت ساتر                      | ۵ نوامبر ۲۰۱۳     | 6WAB09   | ۴.۴۹                         |
| ۷۶      | ۱۰         | «هوآنگ وو»      | بیلی گیرهارت         | کورت ساتر و گارلز مورای                 | ۱۲ نوامبر ۲۰۱۳    | 6WAB10   | ۴.۳۸                         |
| ۷۷      | ۱۱         | «غیرشخصی»       | پیتر ولر             | کریس کالینز و کورت ساتر                 | ۱۹ نوامبر ۲۰۱۳    | 6WAB11   | ۴.۱۷                         |
| ۷۸      | ۱۲         | «تو آفتاب منی»  | پاریس بارکلی         | کم دان و مایک دنیلز و کورت ساتر         | ۳ دسامبر ۲۰۱۳     | 6WAB12   | ۴.۵۸                         |
| ۷۹      | ۱۳         | «کار یک مادر»   | کورت ساتر            | کورت ساتر و کریس کالینز                 | ۱۰ دسامبر ۲۰۱۳    | 6WAB13   | ۵.۱۷                         |

## فصل هفتم
| شم. کلی | شم. در فصل | عنوان                   | کارگردان     | نویسنده                                 | تاریخ انتشار اصلی | کد تولید | آمریکا تعداد بیننده (میلیون) |
| ------- | ---------- | ----------------------- | ------------ | --------------------------------------- | ----------------- | -------- | ---------------------------- |
| ۸۰      | ۱          | «بیوه سیاه»             | پاریس بارکلی | کورت ساتر                               | ۹ سپتامبر ۲۰۱۴    | 7WAB01   | ۶.۲۰                         |
| ۸۱      | ۲          | «رنج و دخل»             | بیلی گیرهارت | چارلز مورای و کورت ساتر                 | ۱۶ سپتامبر ۲۰۱۴   | 7WAB02   | ۴.۸۳                         |
| ۸۲      | ۳          | «بازی با هیولاها»       | کریگ یاهاتا  | پیتر الکوف و کورت ساتر                  | ۲۳ سپتامبر ۲۰۱۴   | 7WAB03   | ۴.۱۳                         |
| ۸۳      | ۴          | «بره‌های کوچک بیچاره»    | گای فرلاند   | کم نان و کورت ساتر                      | ۳۰ سپتامبر ۲۰۱۴   | 7WAB04   | ۴.۰۴                         |
| ۸۴      | ۵          | «کمی فوران عجیب»        | پیتر ولر     | رابرت پاتینو و کورت ساتر                | ۷ اکتبر ۲۰۱۴      | 7WAB05   | ۴.۳۲                         |
| ۸۵      | ۶          | «اگه داریشون دودشون کن» | گای فرلاند   | مایک دنیلز و کورت ساتر                  | ۱۴ اکتبر ۲۰۱۴     | 7WAB06   | ۴.۴۲                         |
| ۸۶      | ۷          | «آستین‌های سبز»          | پاریس بارکلی | گلیدیس رودریگز . جاش بوتانا و کورت ساتر | ۲۱ اکتبر ۲۰۱۴     | 7WAB07   | ۴.۲۹                         |
| ۸۷      | ۸          | «جدایی کلاغ‌ها»          | چارلز مورای  | پیتر الکوف و جان بارچسکی و کورت ساتر    | ۲۸ اکتبر ۲۰۱۴     | 7WAB08   | ۳.۹۴                         |
| ۸۸      | ۹          | «عجب چیزی هست پسر»      | پیتر ولر     | مایک دنیلز و روبرتو پاتینو و کورت ساتر  | ۴ نوامبر ۲۰۱۴     | 7WAB09   | ۳.۸۸                         |
| ۸۹      | ۱۰         | «یأس و ایمان»           | پاریس بارکلی | کم نان و گلدیس رودریگز و کورت ساتر      | ۱۱ نوامبر ۲۰۱۴    | 7WAB10   | ۴.۳۸                         |
| ۹۰      | ۱۱         | «کلی افسوس»             | پیتر ولر     | پیتر الکوف و مایک دنیلز و کورت ساتر     | ۱۸ نوامبر ۲۰۱۴    | 7WAB11   | ۴.۶۲                         |
| ۹۱      | ۱۲         | «رز سرخ»                | پاریس بارکلی | کورت ساتر و چارلز مورای                 | ۲ دسامبر ۲۰۱۴     | 7WAB12   | ۵.۰۵                         |
| ۹۲      | ۱۳         | «خوبی‌های بابا»          | کورت ساتر    | کورت ساتر                               | ۹ دسامبر ۲۰۱۴     | 7WAB13   | ۶.۴۰                         |